# Huaquillas (kanton)
Huaquillas – kanton w Ekwadorze, w prowincji El Oro. Stolicą kantonu jest Huaquillas.